# Szojuz–19
A Szojuz–19 a Szojuz–Apollo-program szovjet Szojuz 7K–TM típusú űrhajója volt.
A Szojuz-19 egy szovjet kétüléses, emberes űrhajó volt a Szojuz sorozatból, amely első nemzetközi űrrepülését az amerikai Apollo űrhajóval való randevúval teljesítette. 1975. július 15-én indították a Szojuz-Apolló közös kísérleti repülési projekt részeként. A repülés során a 7K-TM Szojuz űrhajó egy speciális módosítását használták az újonnan kifejlesztett APAS-75 dokkolóegységgel és beépített napelemekkel, amelyeket a korábbi, orbitális állomásokra irányuló űrhajószállító küldetéseken (a Szojuz-12-től, 1973-tól) még nem szereltek be. 

## Repülési paraméterek
- Jármű súlya – 6790 kg
- Orbitális dőlésszög – 51,78 (51,79)°
- A pálya periódusa – 88,53 (88,92) perc
- Perigeum – 186,5 (222,1) km
- Apogeum – 222,1 (226,6) km